# Mariano Graziadei
Mariano Graziadei (o Gratiadei, conosciuto come Mariano da Pescia; Pescia, 1500 circa – 1530) è stato un pittore italiano.

## Biografia

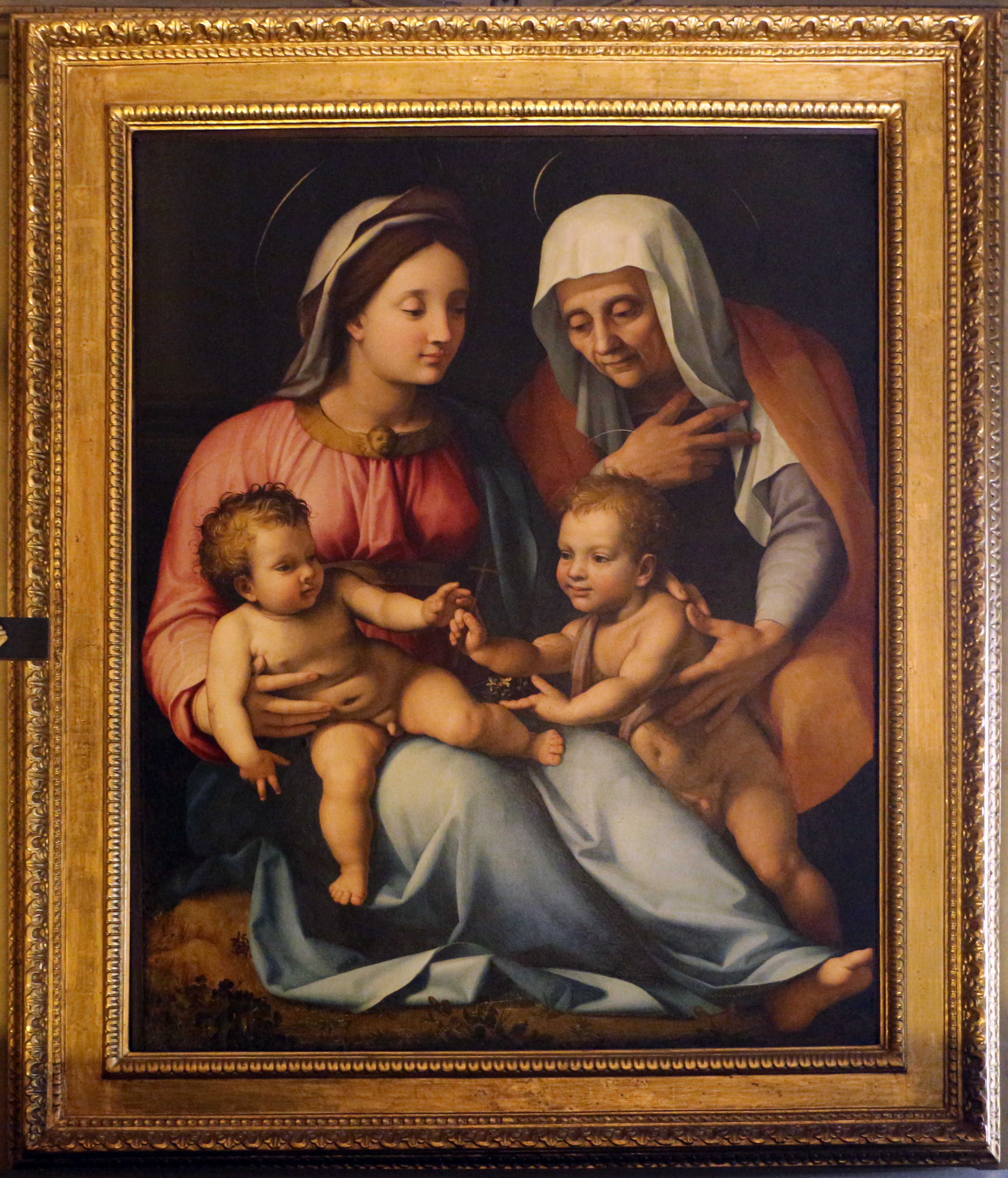
Madonna col Bambino, San Giovannino e Santa Elisabetta, Palazzo Vecchio, Firenze

Figlio di Graziadeo, anche lui pittore, fu avviato agli studi artistici a Firenze, dove entrò nella scuola di Ridolfo del Ghirlandaio. Luigi Crespi lo definì "eccellente professore di pittura". Quando Ridolfo del Ghirlandaio realizzò la cappella dei priori in Palazzo Vecchio, volle che l'allievo dipingesse la tavola Beata Vergine col Bambino, San Giovannino e Sant'Elisabetta per l'altare.  Su commissione di Carlo Ginori, realizzò una pittura a chiaro-scuro sulle pareti esterne del suo palazzo, andata perduta. Presso la Royal Collection è custodita una Madonna col Bambino, a lui attribuita. Una Sacra Famiglia da lui dipinta si trova presso la Galleria degli Uffizi. Morì appena trentenne.